# Werner von Bolton
Werner von Bolton (* 8. April 1868 in Tiflis; † 28. Oktober 1912 in Berlin) war ein deutscher Chemiker und Werkstoffwissenschaftler. Er erfand ein Herstellungsverfahren für Glühfäden aus Tantal, die ab 1905 die zuvor üblichen Kohlefäden ablösten.

## Herkunft
Seine Eltern waren William Bolton (1831–1900) und dessen Ehefrau Emilie von Webel. Sein Vater war Baltendeutscher und in den russischen persönlichen Adelsstand erhoben worden. Bolton stand seit 1854 in Diensten der Firma Siemens & Halske in Petersburgs und wurde 1878 Direktor der Siemensschen Kupferbergwerke Kedabeg im Kaukasus.

## Leben
Werner von Bolton studierte Chemie in Berlin (Charlottenburg, Technische Hochschule Berlin) und Leipzig und arbeitete zunächst als Werkstudent für Siemens & Halske, wo er 1895 promovierte. 1896 wurde er Leiter eines Laboratoriums im Glühlampenwerk von Siemens & Halske.
1902 entdeckte Bolton die Vorzüge des chemischen Elements Tantal (Ta) als Material zur Herstellung von Glühfäden: Glühlampen mit Tantalfaden besaßen eine längere Nutzungszeit und hatten eine größere Leuchtkraft bei geringerem Stromverbrauch (höhere Lichtausbeute) als Lampen mit Kohlefaden. Ein weiterer Vorteil war die verbesserte Erschütterungsfestigkeit; dies vereinfachte u. a. den Versand der Lampen.
Mit seinem Kollegen Otto Feuerlein arbeitete er an der praktischen Umsetzung. 1903 gelang es ihm, reines Tantal im Vakuum-Lichtbogenofen mit wassergekühlten Nickelelektroden zu erschmelzen.
Siemens brachte Boltons Glühfaden im Januar 1905 in ihrer Tantallampe auf den Markt. Bis 1914 wurden weltweit über 50 Millionen Stück nach dem Verfahren von Bolton und Feuerlein hergestellt.
Ab dem Jahre 1910 wurde die Tantallampe auf Grund der Arbeiten von William David Coolidge allmählich durch die heute noch übliche Glühlampe mit Wolframfaden ersetzt (höchster Schmelzpunkt und damit beste Lichtausbeute aller Metalle), wofür Siemens damals die Hersteller-Lizenz aus den USA erwarb.
Siemens & Halske übergab Bolton 1905 die Leitung des ersten zentralen Laboratoriums des Unternehmens, des späteren Physikalisch-Chemischen Laboratoriums.
Werner von Bolton starb 1912 im Alter von 44 Jahren in Berlin. Sein Grab auf dem Kaiser-Wilhelm-Gedächtnis-Friedhof in Berlin-Westend ist erhalten. Die Grabanlage im Stil der Sachlichen Reformkunst ist aus Muschelkalkstein gearbeitet. Die halbovale Rückwand weist zwei kaum noch leserliche Inschriftentafeln und ein Wappenrelief auf.

## Familie
Bolten heiratete Susanne Goldschmidt (1871–1944), eine Tochter des Professors für Handelsrecht Levin Goldschmidt (1829–1897). Das Paar hatte zwei Söhne.